# Bandhagen
Bandhagen är en stadsdel i Söderort inom Stockholms kommun, i stadsdelsområdet Enskede-Årsta-Vantör. Stadsdelen gränsar till Högdalen, Stureby och Örby. 
Bandhagen består till största delen av bostadsbebyggelsen av låghus som är byggda så att de bildar gårdar med mycket grönska. Här finns också en del punkthus som bryter av och ger området en varierad karaktär. Bebyggelsen är typisk för sin tid och ett bra exempel för folkhemsarkitekturen. Stadsdelen är klassad som kulturminneshistoriskt värdefull av Stadsmuseet i Stockholm. En fastighet, Bandhagens skola, är blåmärkt av Stadsmuseet vilket innebär att den representerar "synnerligen höga kulturhistoriska värden".

## Historia

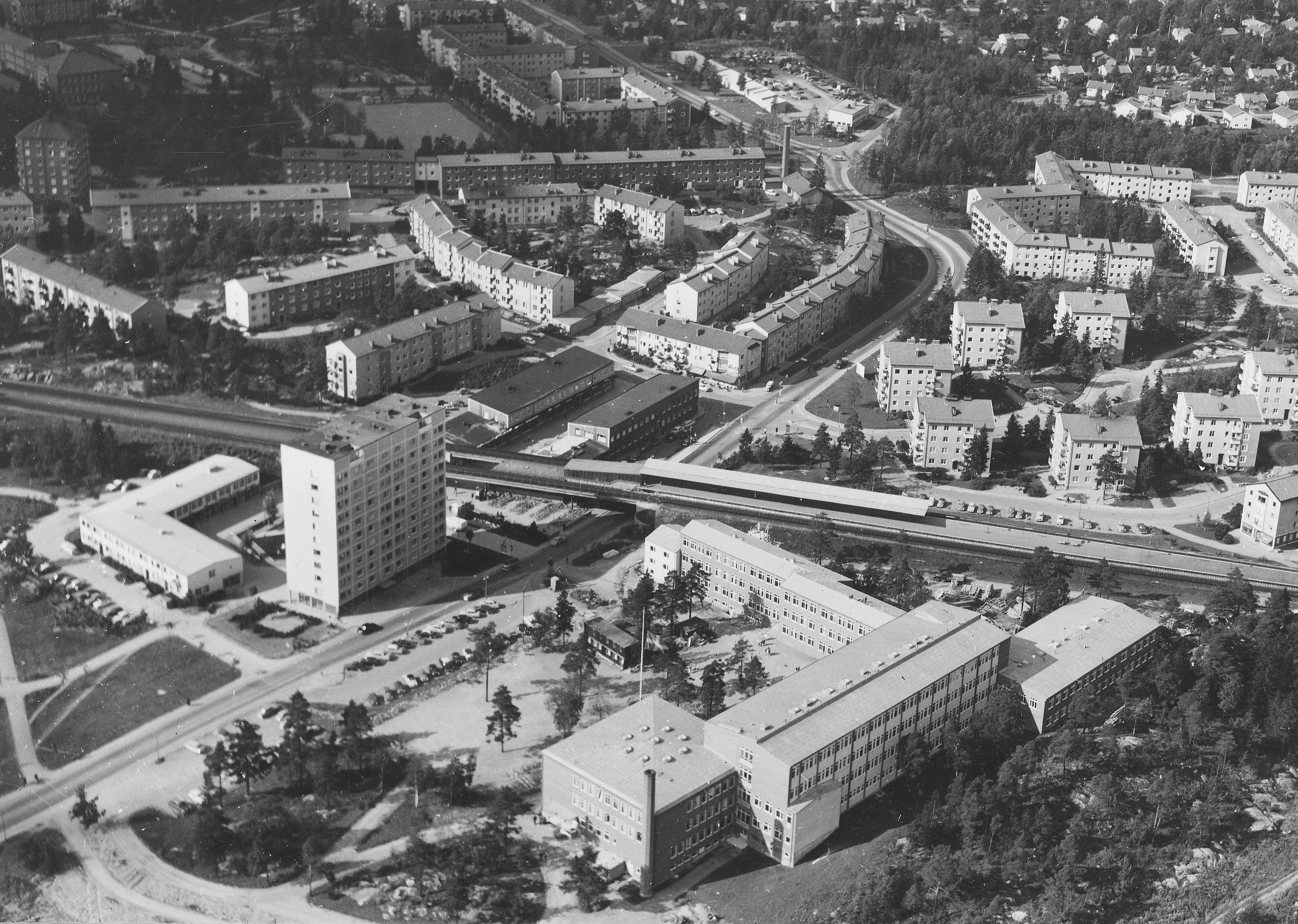
Bandhagens centrum med Bandhagens gymnasium 1960. Flygfoto: Oscar Bladh.

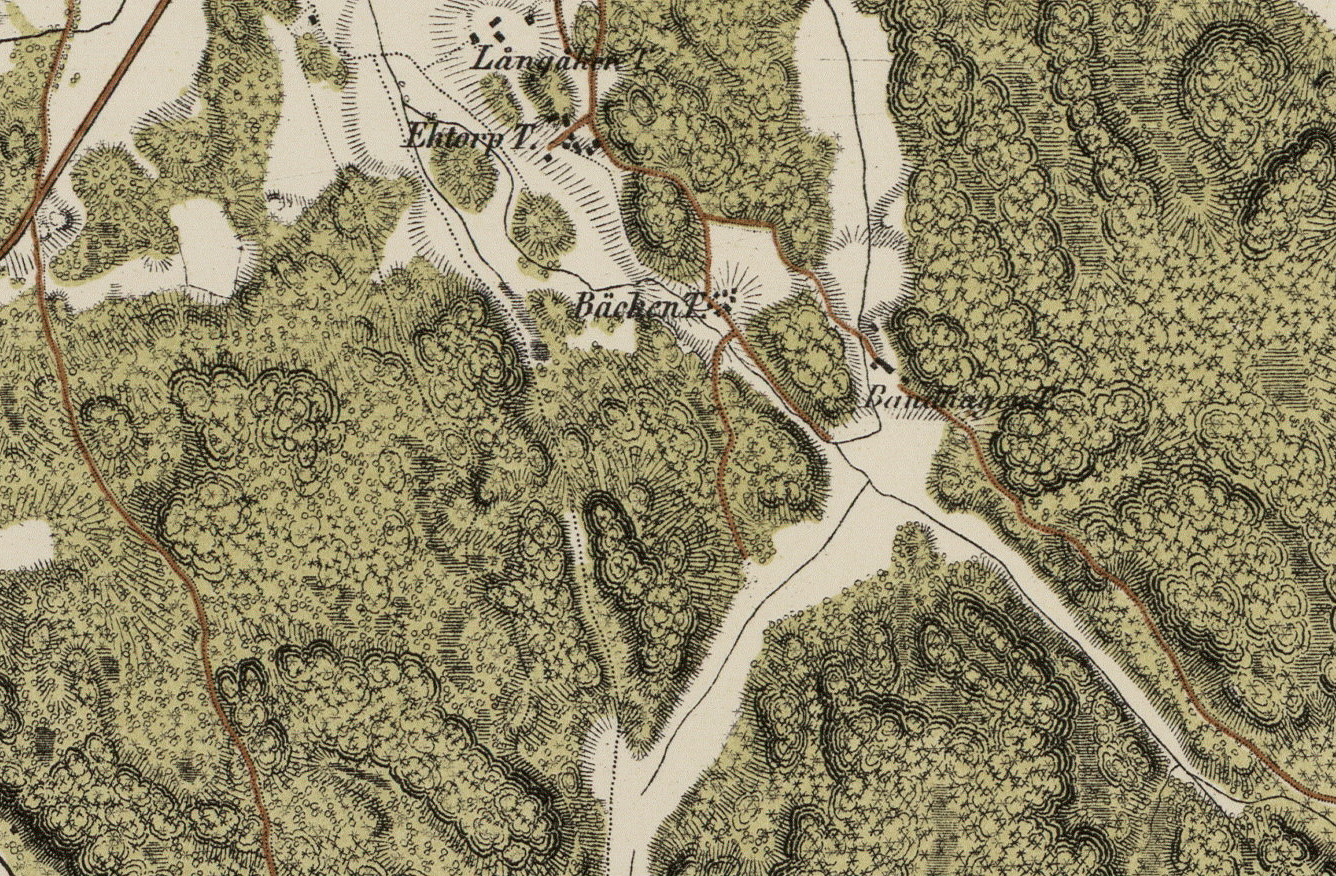
Torpen "Bandhagen" och "Bäcken" 1861.

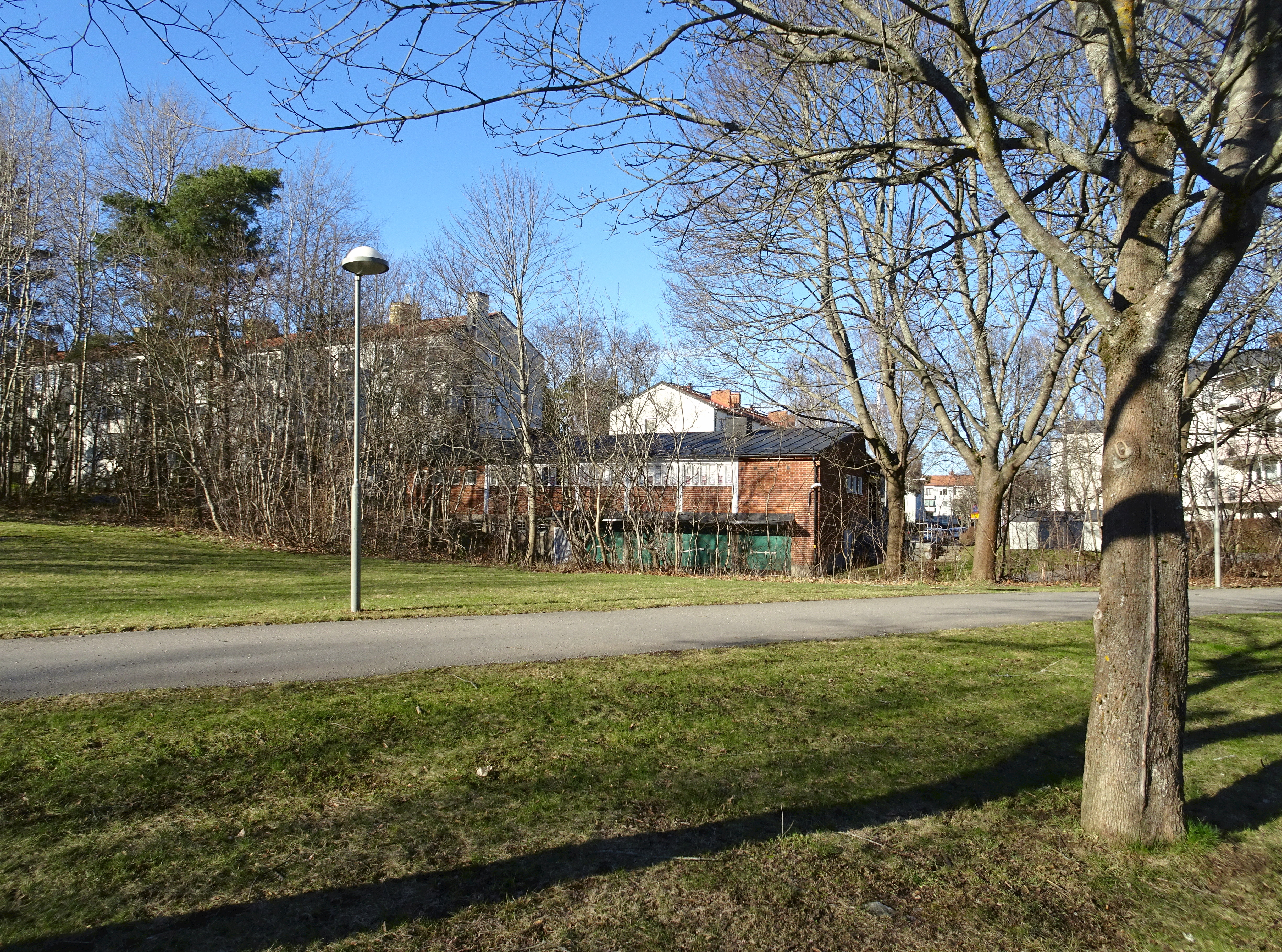
Ängen söder om Skönviksvägen 281 i Stureby, här låg torpet Bandhagen.

Bandhagen var ursprungligen ett frälsetorp under Örby slott, tidigast omnämnt 1677, nedbrunnet 1942 och den sista ladan revs 1961. Torpet låg på östra sidan av Örbyleden, i Stureby ungefär vid nuvarande Skönviksvägen 281 (cirka 300 meter nordost om Bandhagens centrum). 
Planer på exploatering av området uppstod redan omkring sekelskiftet 1900 då det styckades av från Örby och delades upp i mindre enheter för att försäljas som villatomter. Någon försäljning kom dock inte till stånd och marken förblev obebyggd. På 1940-talet förvärvade HSB tomtbolaget Villastadsbolaget AB Örby, ett av de tre bolag som då ägde marken. Efter avtal med de övriga två tomtbolagen kunde utbyggnadsplanerna dras upp. 
Förhandlingar inleddes mellan HSB:s chef Sven Wallander och Stockholms stad. Bland annat kom man överens med Stockholms spårvägar om att lägga ned spårvägen till Örby och istället dra en tunnelbaneförbindelse söderut från Stureby till Bandhagen. En stadsplan för två grannskapsenheter togs fram av arkitekterna Fred Forbat och Harry Egler på HSB:s stadsplaneavdelning. Förhandlingarna strandade dock och slutade med att HSB drog sig ur. Orsaken var bland annat att staden krävde att HSB skulle vara med och finansiera tunnelbanan. Istället ingicks en överenskommelse om att staden skulle få köpa marken och att HSB och det av båda parter delägda AB Familjebostäder skulle erhålla en viss andel av de tomträtter som staden ämnade upplåta.
Bandhagen tillsammans med Högdalen var ursprungligen planerat som en större förort och en sydlig motsvarighet till ABC-staden Vällingby. År 1950 beslutade Stockholms stad att låta Bandhagen och Högdalen bli två mindre, självständiga förorter och de bröts 1952 ut som egna stadsdelar ur stadsdelen Örby. I en reklamtext utgiven av HSB och Familjebostäder 1953 tilldelas Bandhagen och Högdalen det gemensamma epitetet Staden i sol och ljus och beskrivs som "kombinationsstad" vilket enligt texten skulle vara ett nytt slags samhälle där småstadens lugn och trivsel kunde kombineras med storstadens serviceförmåner.
Bandhagen exploaterades först och delvis enligt rådande stadsplaneideal från 1940-talet i kombination med efterkrigstidens svenska stilriktning som kom att kallas folkhemsarkitektur. Arkitekterna eftersträvade en mera nationell byggnadsgestaltning genom bland annat naturmaterial, sadeltak, småskalighet och omsorgsfull planering. Samtidigt skulle bostäderna vara funktionella, ljusa och modernt utrustade och mellan kvarteren sparades partier med naturmark. Närmast husen anlades planteringar, allt i tidens anda. Stadsdelens planmönster är även ett gott exempel för de idéerna som formulerades i Stockholms generalplan 1945 Det framtida Stockholm, som tillkom under stadsplanedirektören Sven Markelius.
Så blev Bandhagen ett av de sista områdena som murades upp som smalhus innan den nya tekniken med färdiga moduler i betong började användas. Bandhagen tillhör andra vågen av hyreshus i Söderort. Husen är större än husen från den första generationen som byggdes i Årsta, Solberga och Johanneshov. Senare kom miljonprogrammet då flera områden byggdes, bland annat Bredäng och Skärholmen. År 1953 hade Bandhagen endast 663 invånare, ett år senare 3 428 och som mest 9 494 boende år 1958.

### Bandhagens centrum

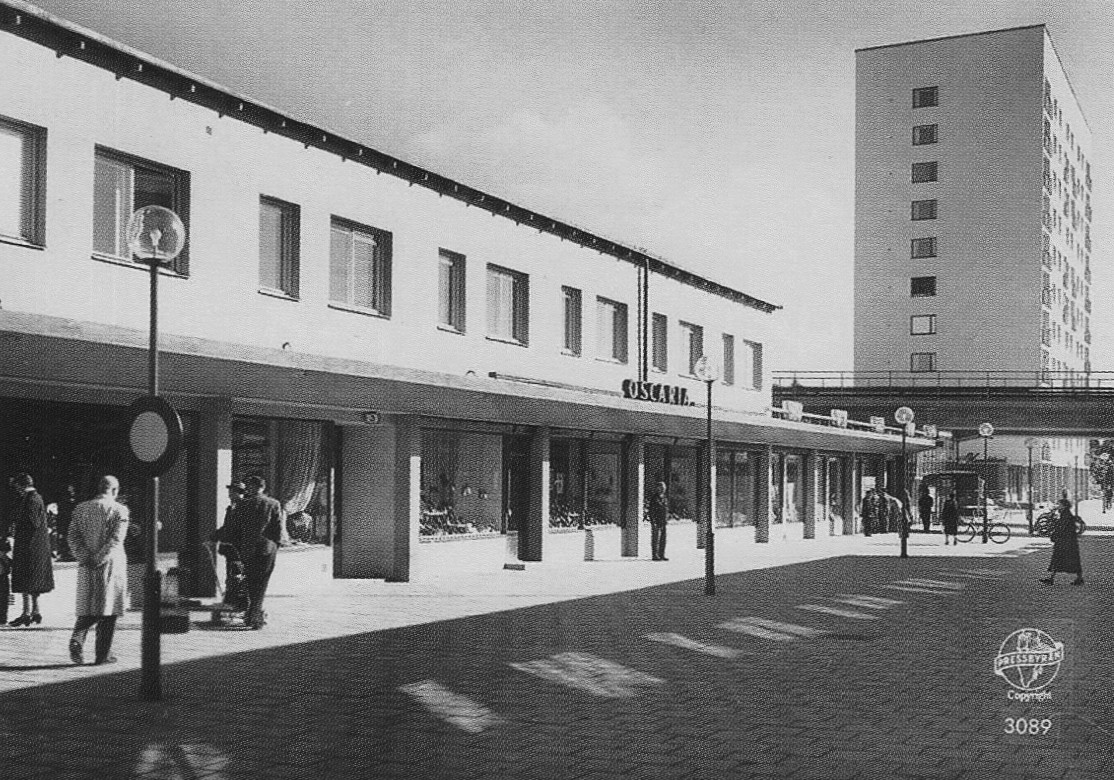
Bandhagens centrum 1954.

Bandhagen med centrum och tunnelbana invigdes 1954. Stadsdelen blev således en av de första som hade tunnelbana direkt från början. Centrum hade då postkontor och två bankkontor. Vidare fanns många affärer, bland annat sko-, sport-, foto-, färg-, kläd- och radioaffär samt en urmakarbutik. I hörnet Trollesundsvägen / Skärlingebacken där konditori Cafe Chateau nu ligger, låg ett av Konsums största matvaruhus med 22 anställda. Namnet var Samköp-bandet och där kunde man lämna in en matorder på väg till arbetet för att sedan hämta varorna på vägen hem, eller låta budbilen köra hem varorna. Man hade inte söndagsöppet, men Samköp-bandet hade även 390 fack med diverse varor, som man kunde köpa genom att stoppa in några kronor i en automat.
De båda butikslängorna i centrumanläggningen är ritade av Curt Strehlenert. Höghuset markerade centrum i stadsbilden och ritades av arkitekt Fred Forbat för HSB 1954–1955. Torget och fontänen är utformade av Erik Glemme och T-banestationen står Magnus Ahlgren för. När Bandhagens centrum stod färdig 1954 och grannstadsdelen Högdalen fortfarande var under planering visade det sig att det behövdes en större centrumanläggning för att göra de båda nya förstäderna attraktiva för bostadssökande. Valet för placeringen av ett stort förortscentrum föll på Högdalen och Högdalens centrum koncipierades som ett regionalt centrum med Vällingby centrum som förebild.

### Historiska bilder

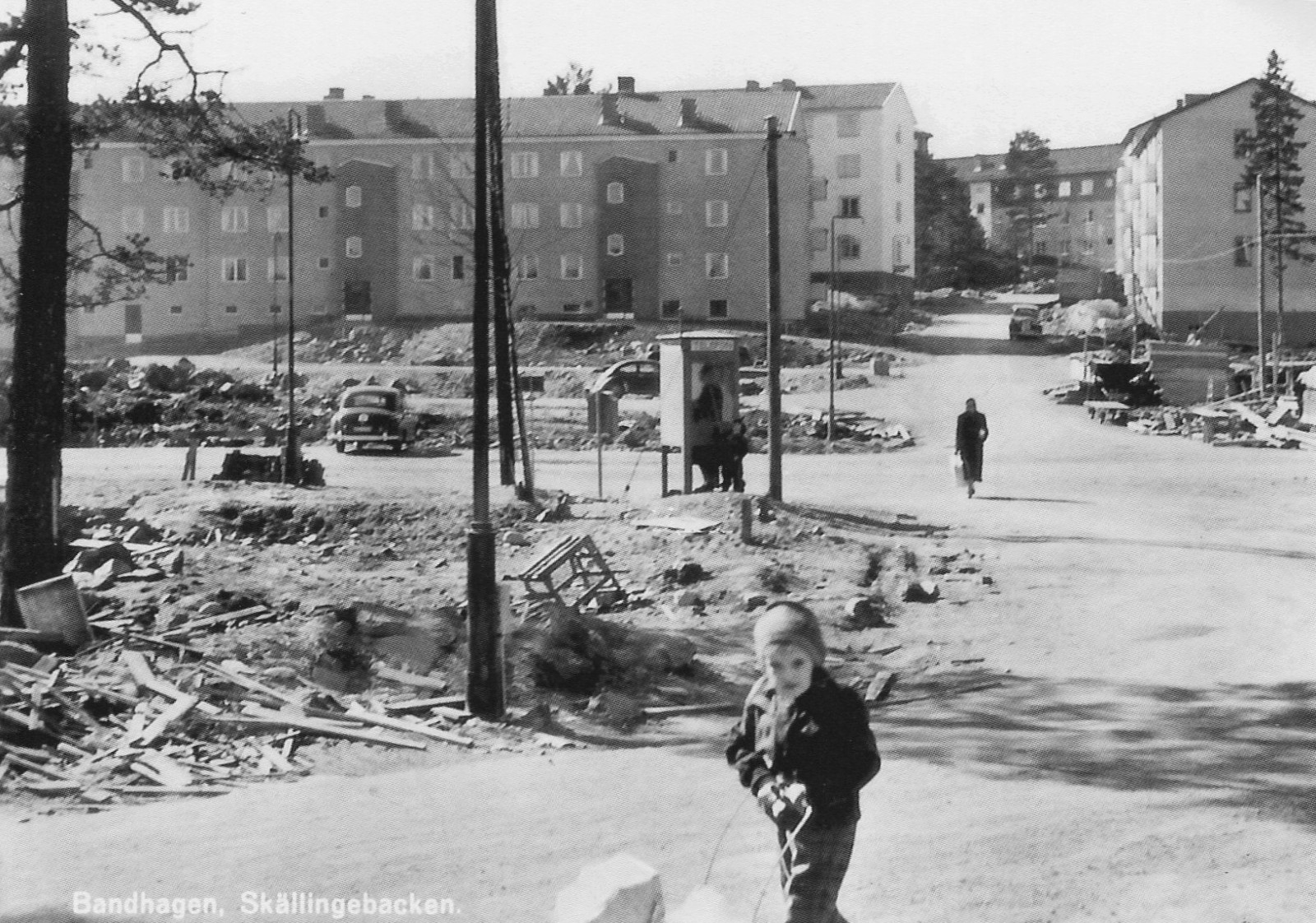
Bandhagen, Skärlingebacken, under uppförande 1952–1954.
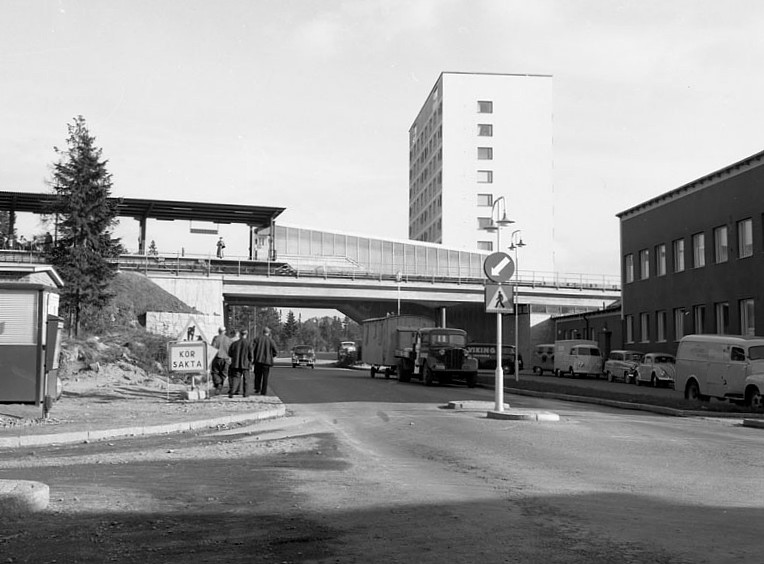
Bandhagens centrum med tunnelbanan, 1954.
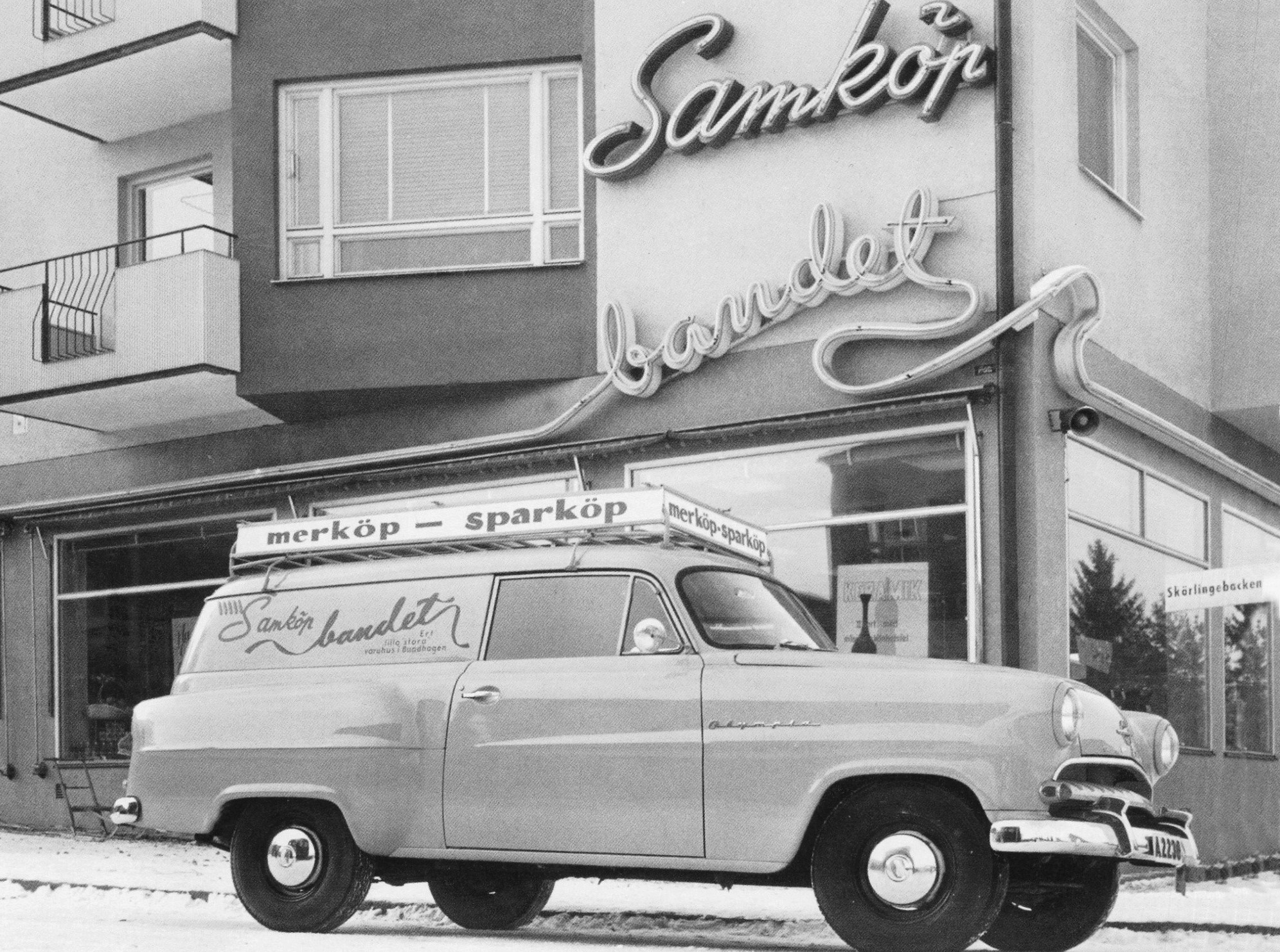
"Samköp-bandets" leveransbil, en Opel Olympia, 1955.
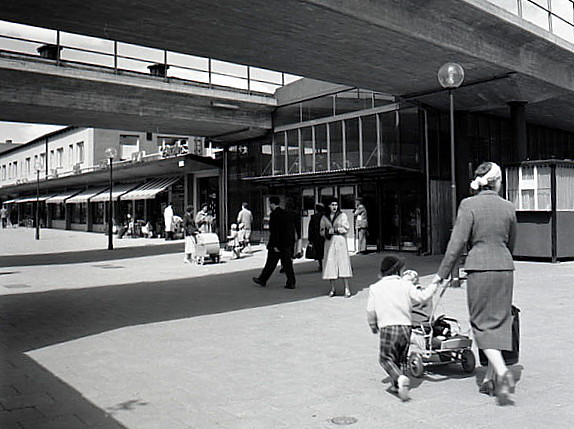
Tunnelbanestationen i Bandhagen, 1957.

## Tunnelbanestationen

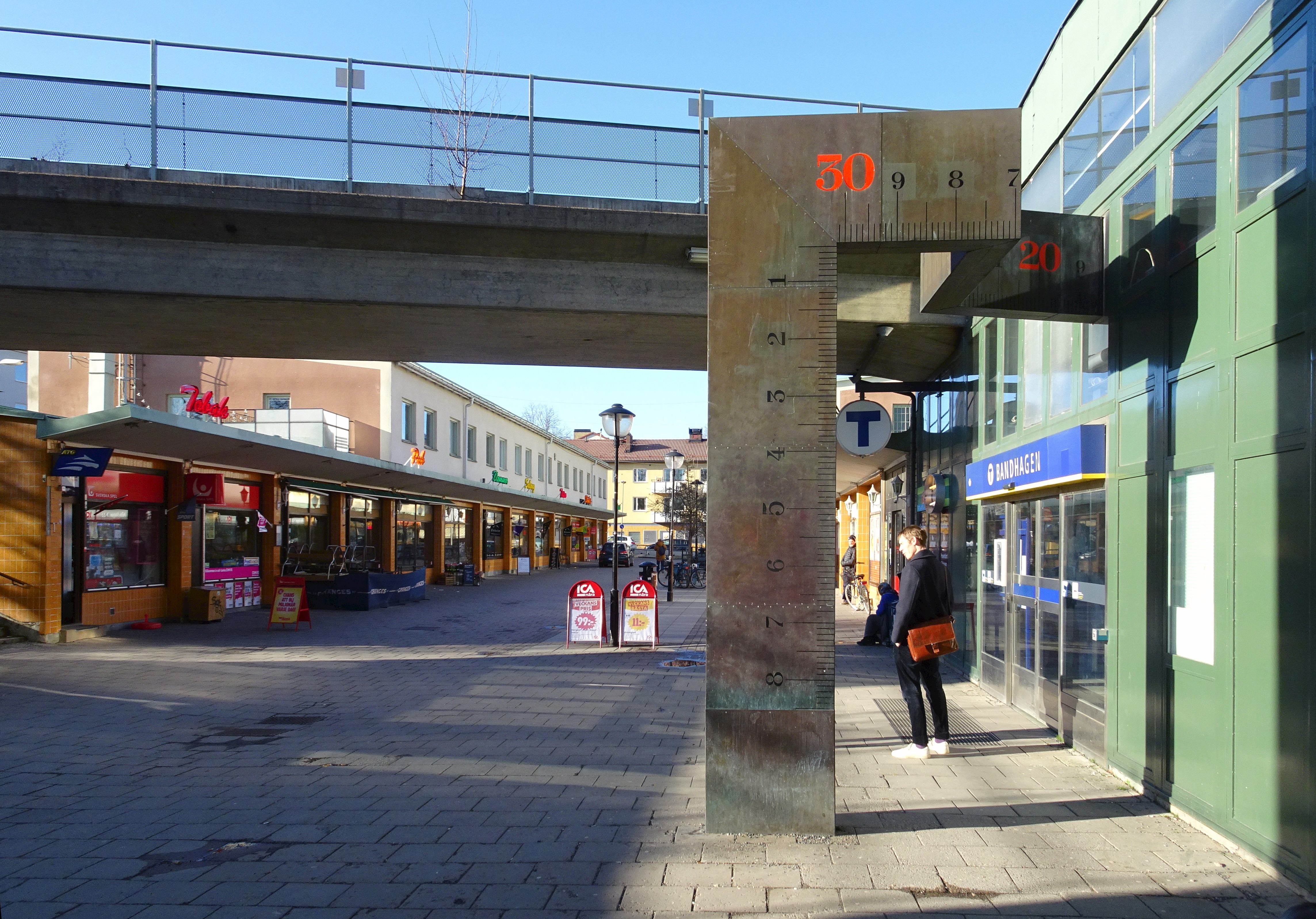
Bandhagens centrum och entrén till tunnelbanan, 2020.

Bandhagen trafikeras av Tunnelbana 1 (gröna linjen) och ligger mellan stationerna Stureby och Högdalen. Avståndet till Slussen är 5 kilometer. Stationen öppnades den 22 november 1954.
Konstnärlig utsmyckning: Linear, en stor tumstock av den danske konstnären Freddy Fraek, 1983.

## Demografi
År 2022 hade stadsdelen cirka 6 952 invånare, varav cirka 38,5 procent med utländsk bakgrund.. 
Efter toppen 1958 då 9 494 invånare bodde i Bandhagen har befolkningsutvecklingen länge varit negativ, år 2013 bodde där 6 257 personer. Sedan dess har utvecklingen vänt och prognoserna pekar mot att år 2027 kommer befolkningen att vara 8 528 personer. En delförklaring till detta är den omfattande förtätningen av Bandhagen som började genomföras i slutet av 2010-talet.

## Postorten
Postorten Bandhagen omfattar, förutom stadsdelen Bandhagen, även Högdalen, Rågsved, Hagsätra och delar av Örby. Den inrättades 1953, först med namnet Stockholm-Bandhagen, vilket 1956 avkortades till det nuvarande. Huvudpostkontoret, Bandhagen 1, förlades till Högdalen.

## Skolor
- Bäckahagens skola (årskurs F–9 och fritidsverksamhet, cirka 700 elever och 150 anställda).[9]
- Bandhagens skola (årskurs F–6 och fritidsverksamhet, cirka 500 elever och 89 anställda).[10]

Tidigare fanns även en gymnasieskola, Bandhagens gymnasium, i området, men sedan år 2006 är fastigheten ombyggd till bostäder.

## Gator
Liksom i Högdalen, Örby, Örby slott, Svedmyra och i viss mån i Tallkrogen, bär gatorna i Bandhagen namn efter platser i Södermanland. Följande gator ligger inom stadsdelens gränser: Grycksbovägen, Trollesundsvägen, Harpsundsvägen, Skeppstavägen, Björksundsslingan, Dillnäsvägen, Läggestavägen, Idögränd, Skärlingebacken, Fågelstavägen, Kallforsvägen, Skebokvarnsvägen, Oxbrovägen, Salbyvägen, Gnestavägen, Ottekilsvägen, Almnäsvägen och Mosstenabacken. Örbyleden bildar gräns mot Stureby i norr.

### Nutida bilder

Offentliga byggnader
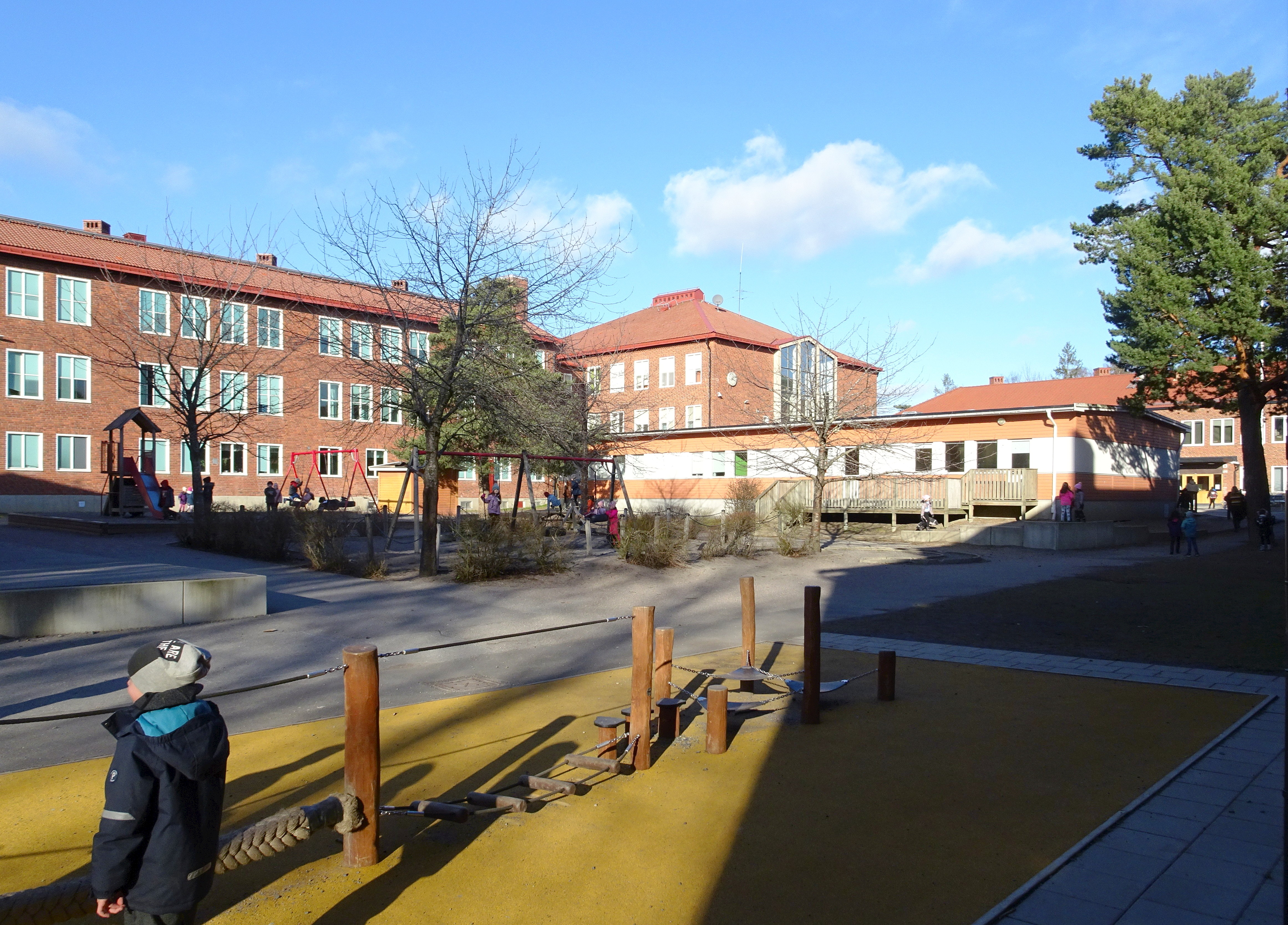
Bäckahagens skola.
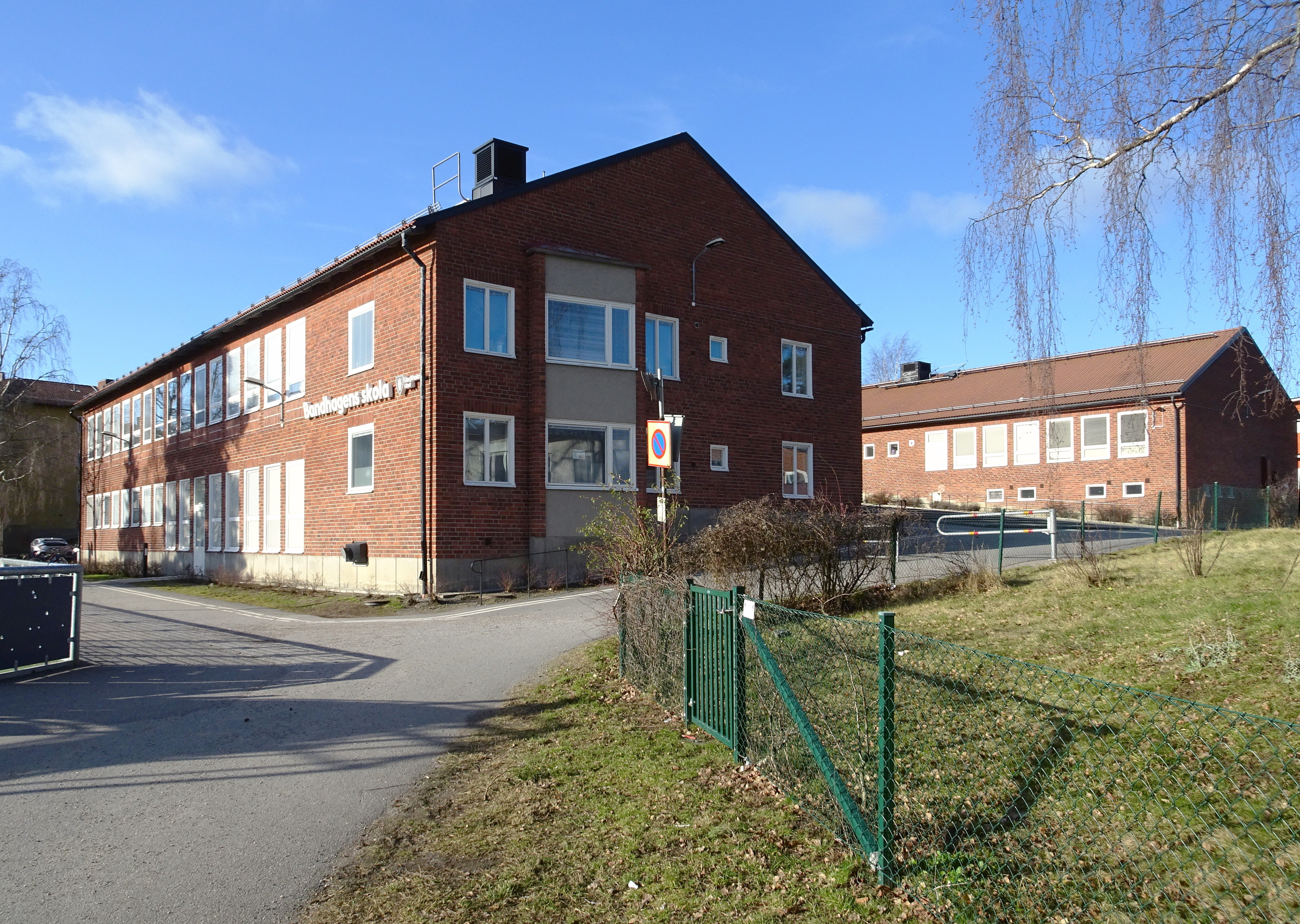
Bandhagens skola.
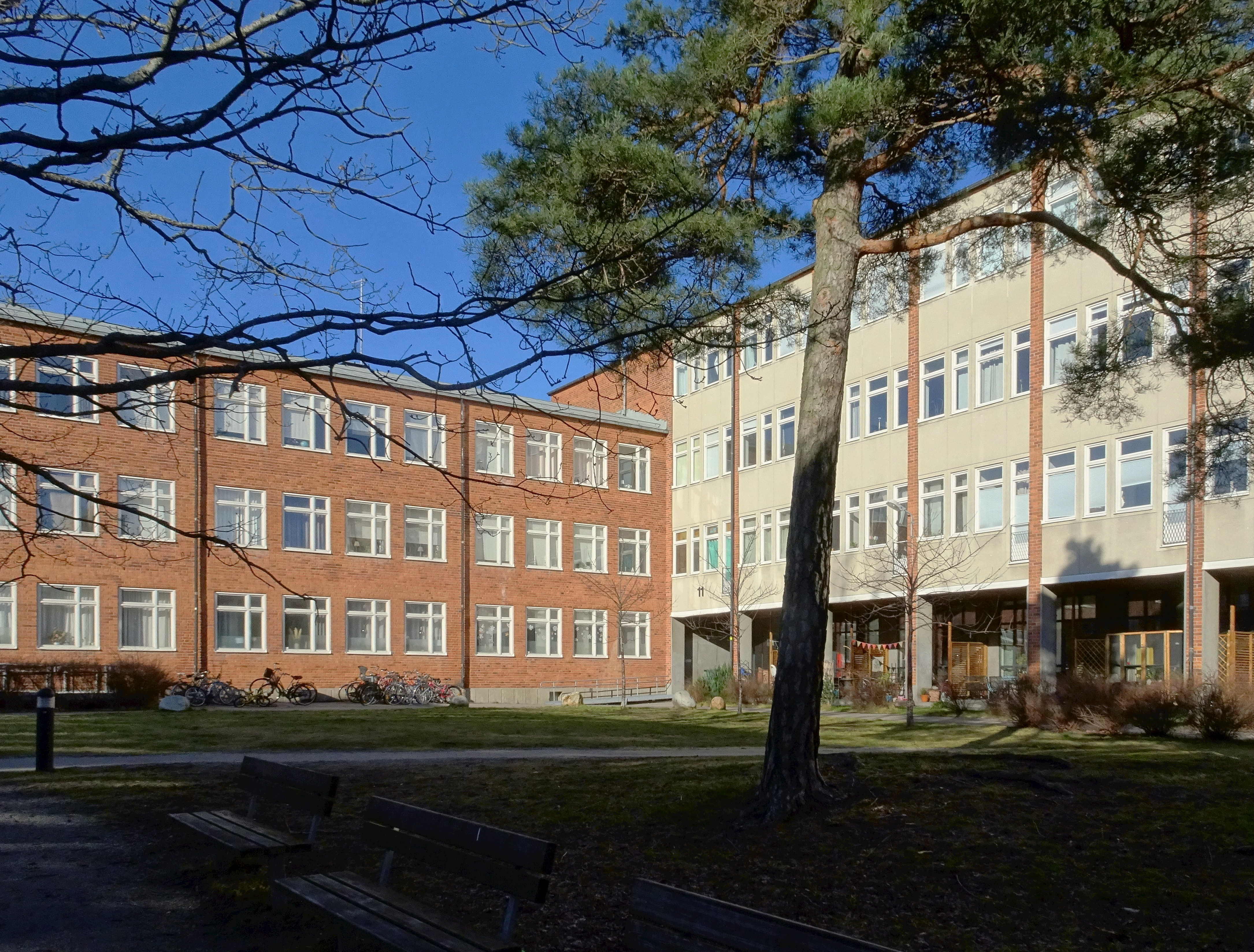
F.d. Bandhagens gymnasium.
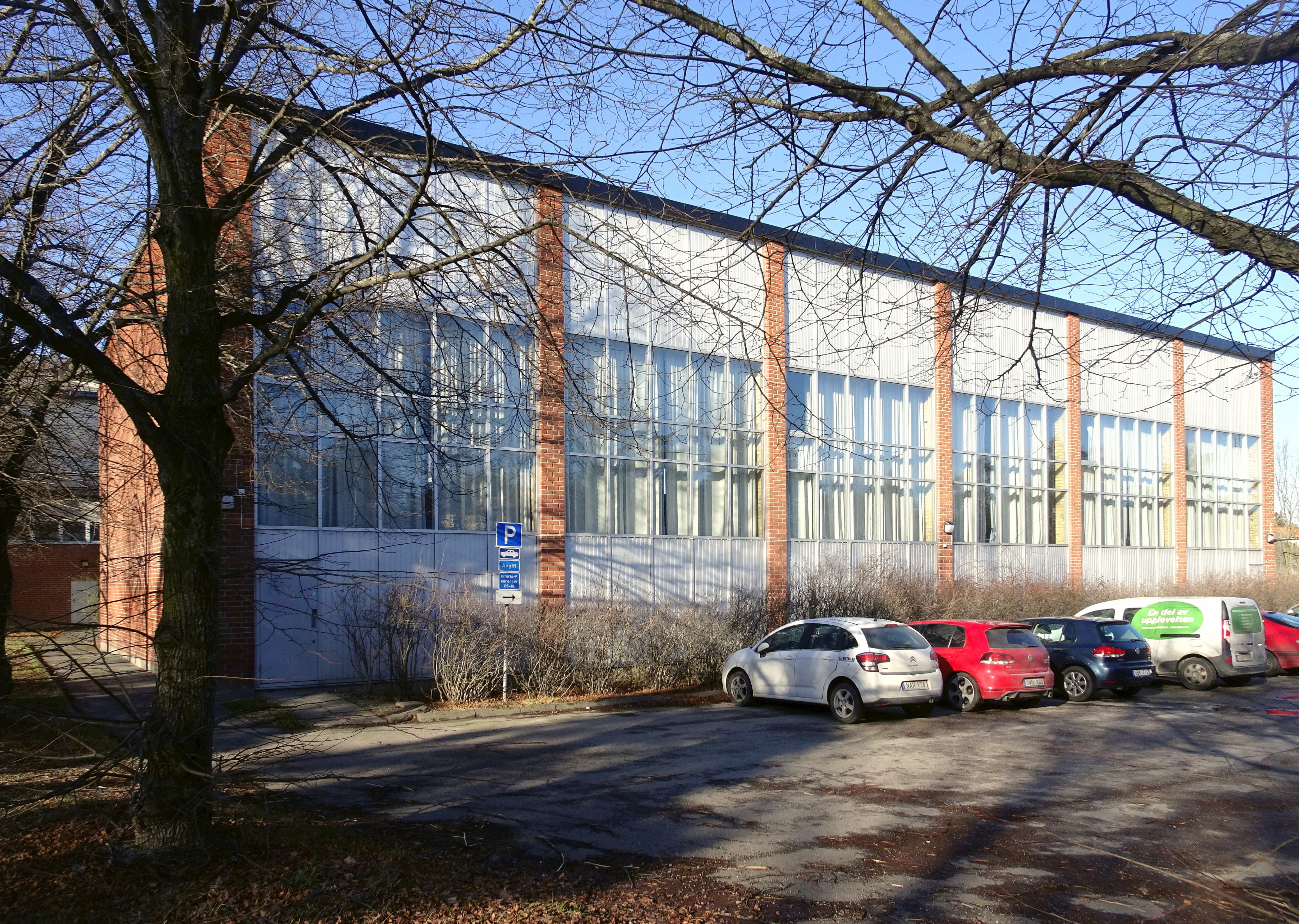
Bandhagshallen.

Centrumanläggningen
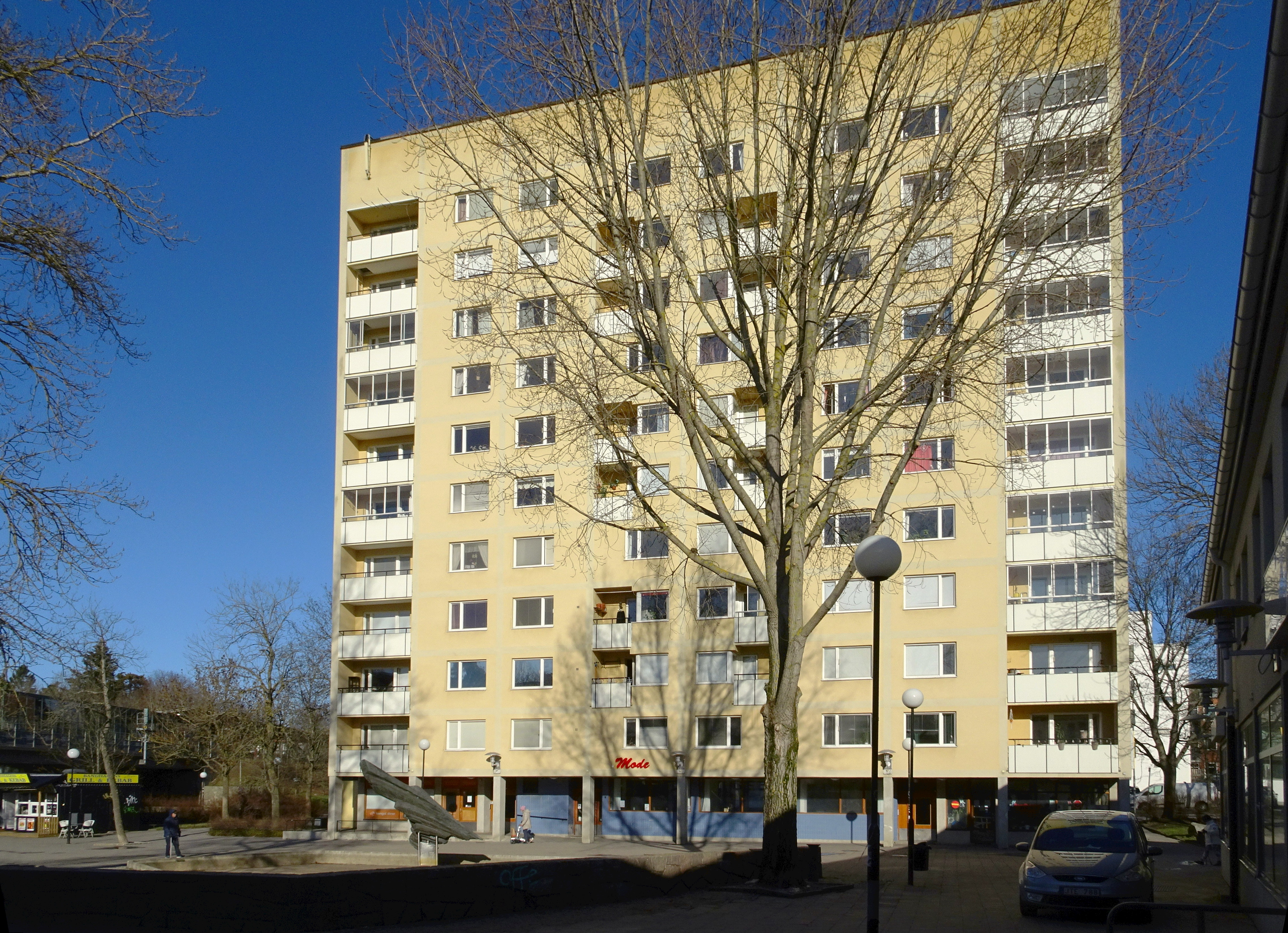
Höghuset i kvarteret Murbruket arkitekter Fred Forbat och Harry Egler.
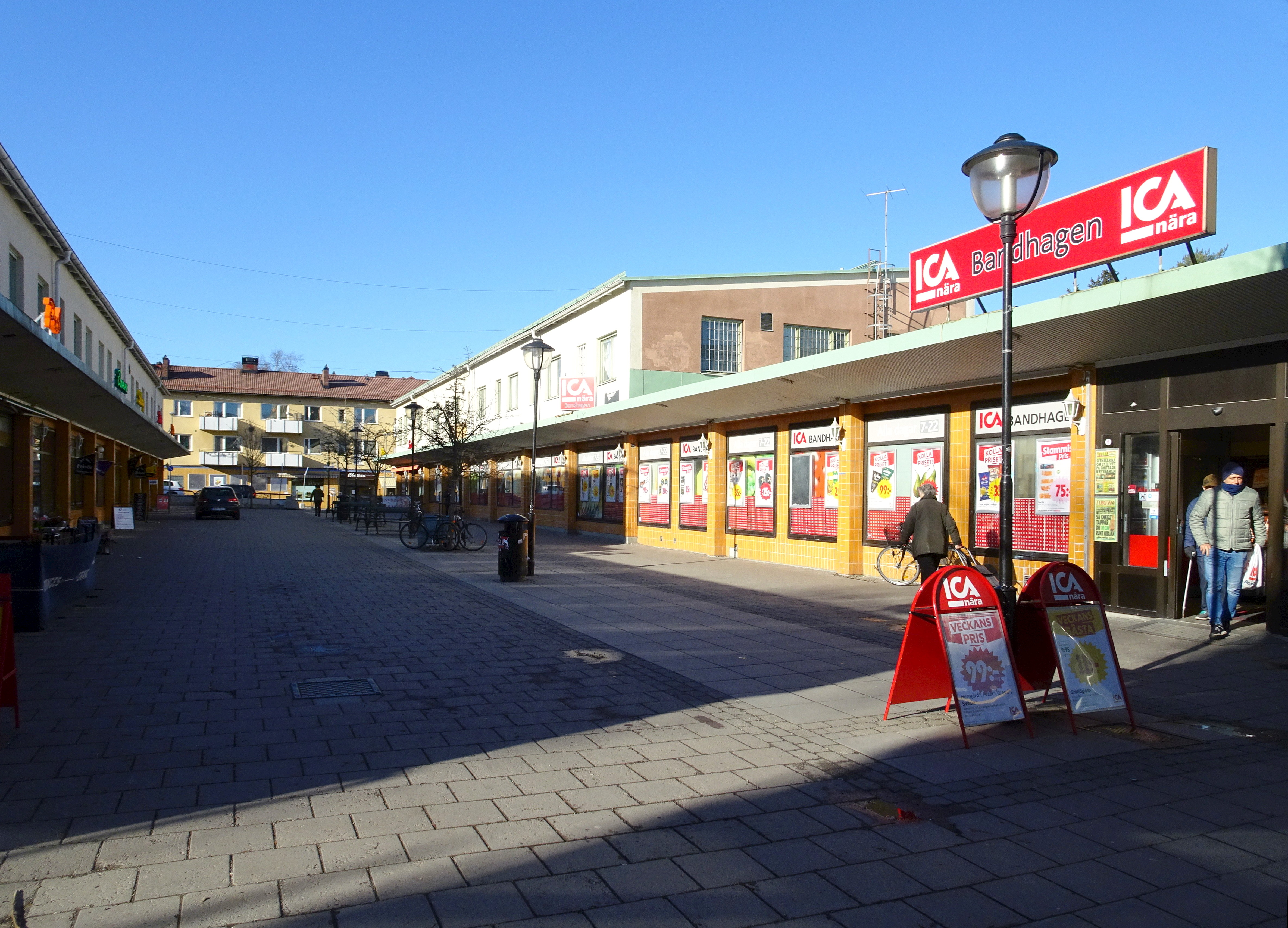
Bandhagen centrum, norra butikslängan arkitekt Curt Strehlenert.
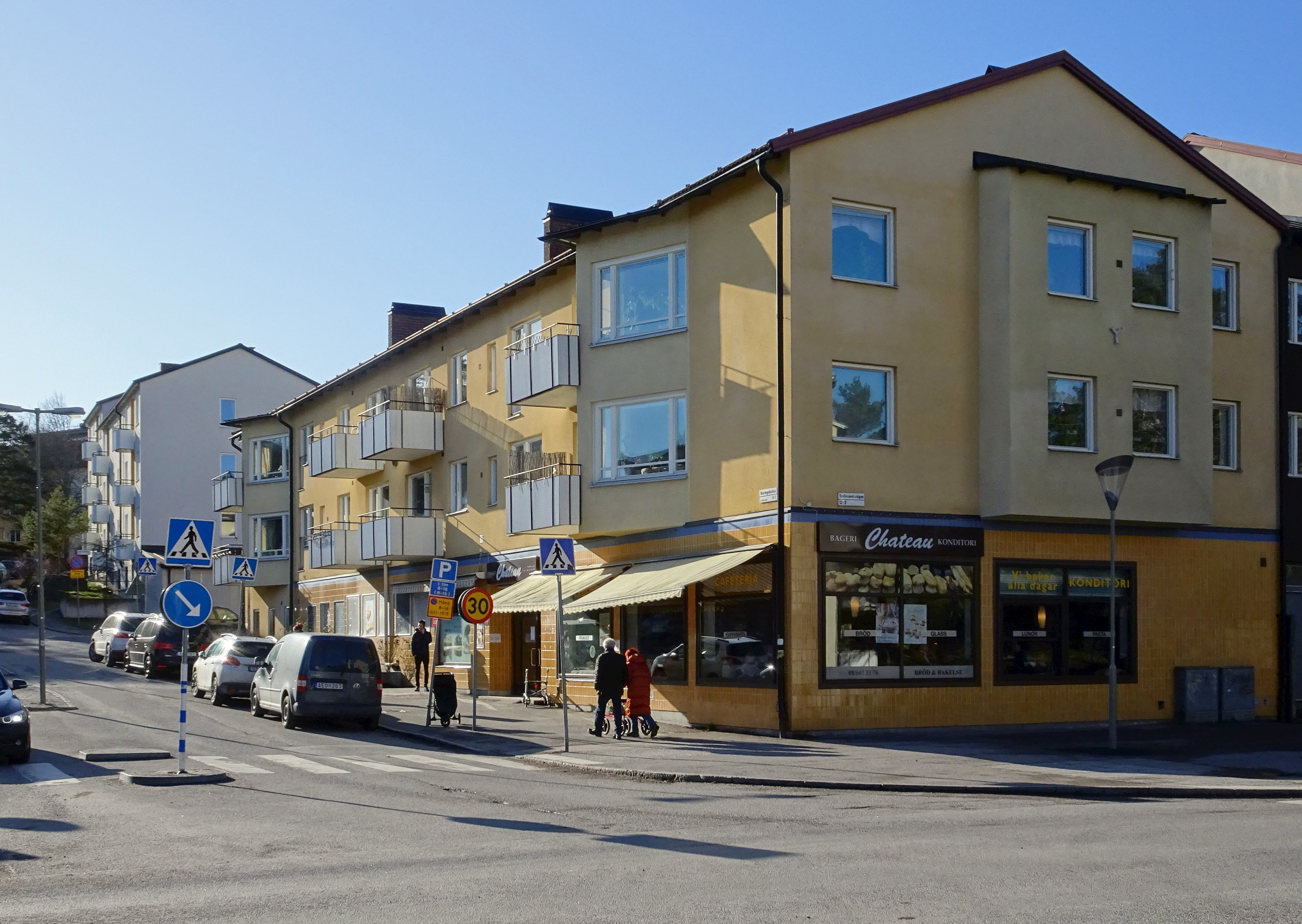
"Cafe Chateau", f.d. Samköp-bandet och Konsumbutik arkitekt Bengt Karlsson.
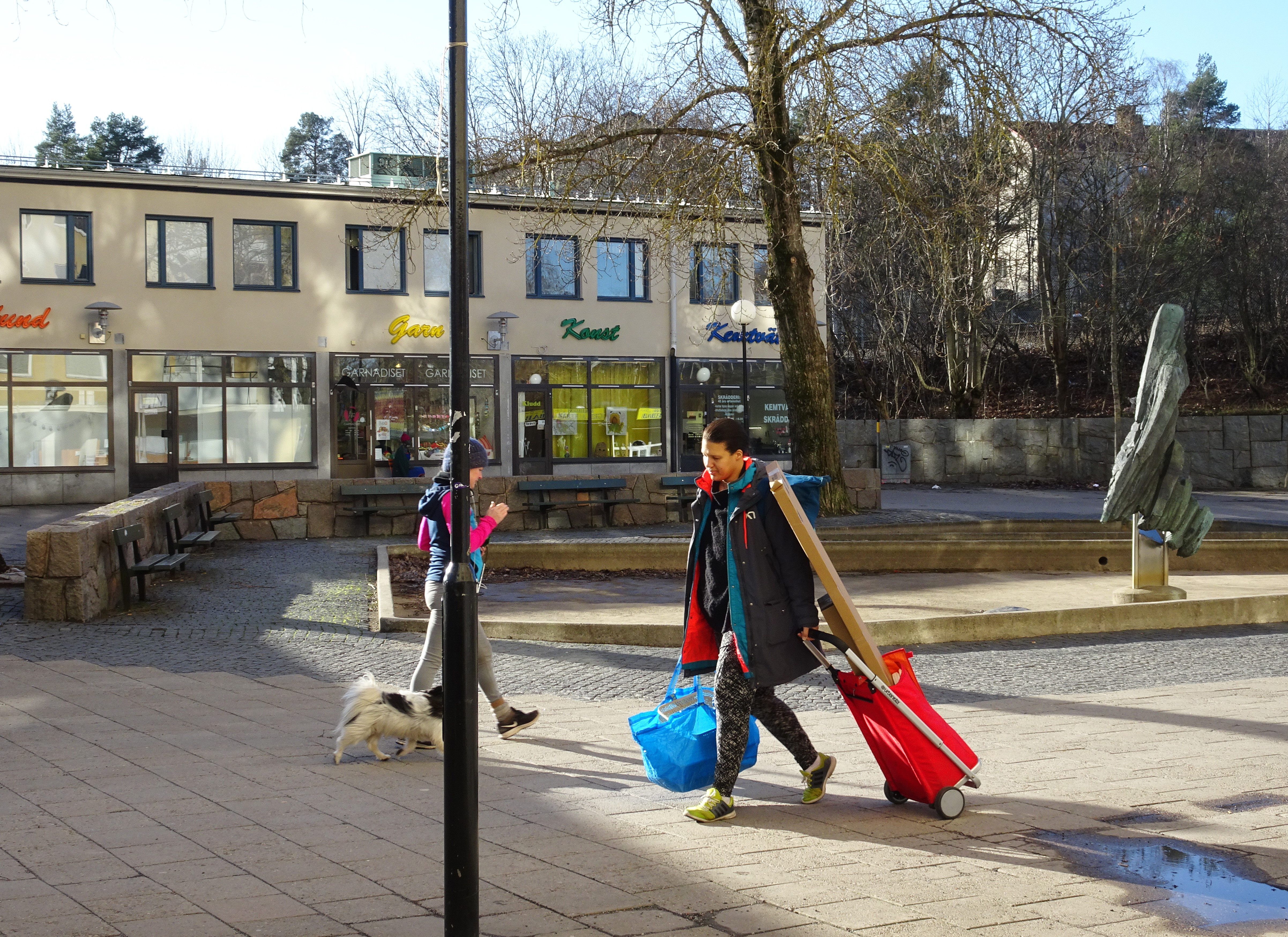
Torget med fontän och skulptur Horisontal av Folke Truedsson rest 1973.

Bostadshus
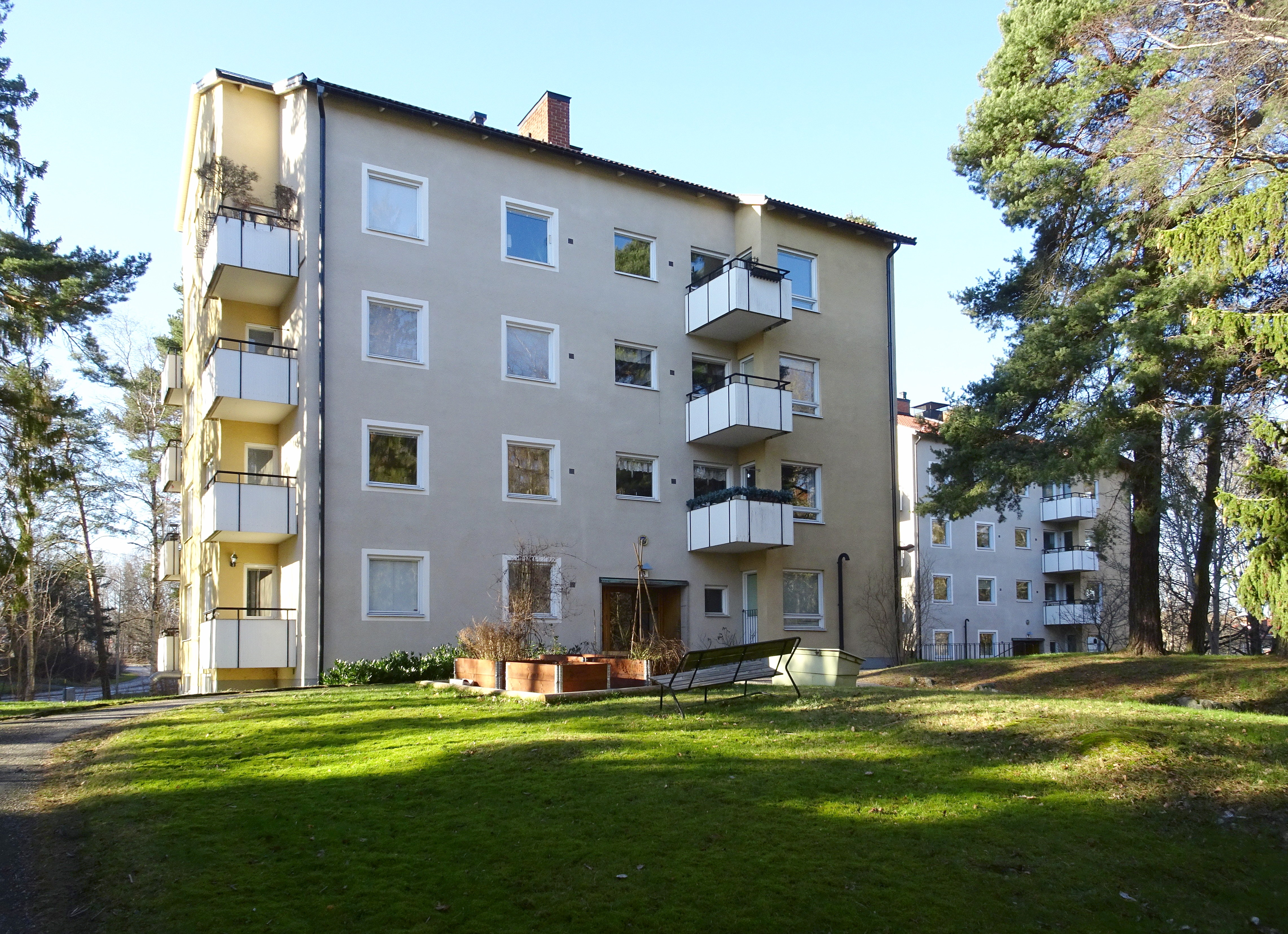
Punkthus vid Mosstenabacken arkitekt Curt Strehlenert.
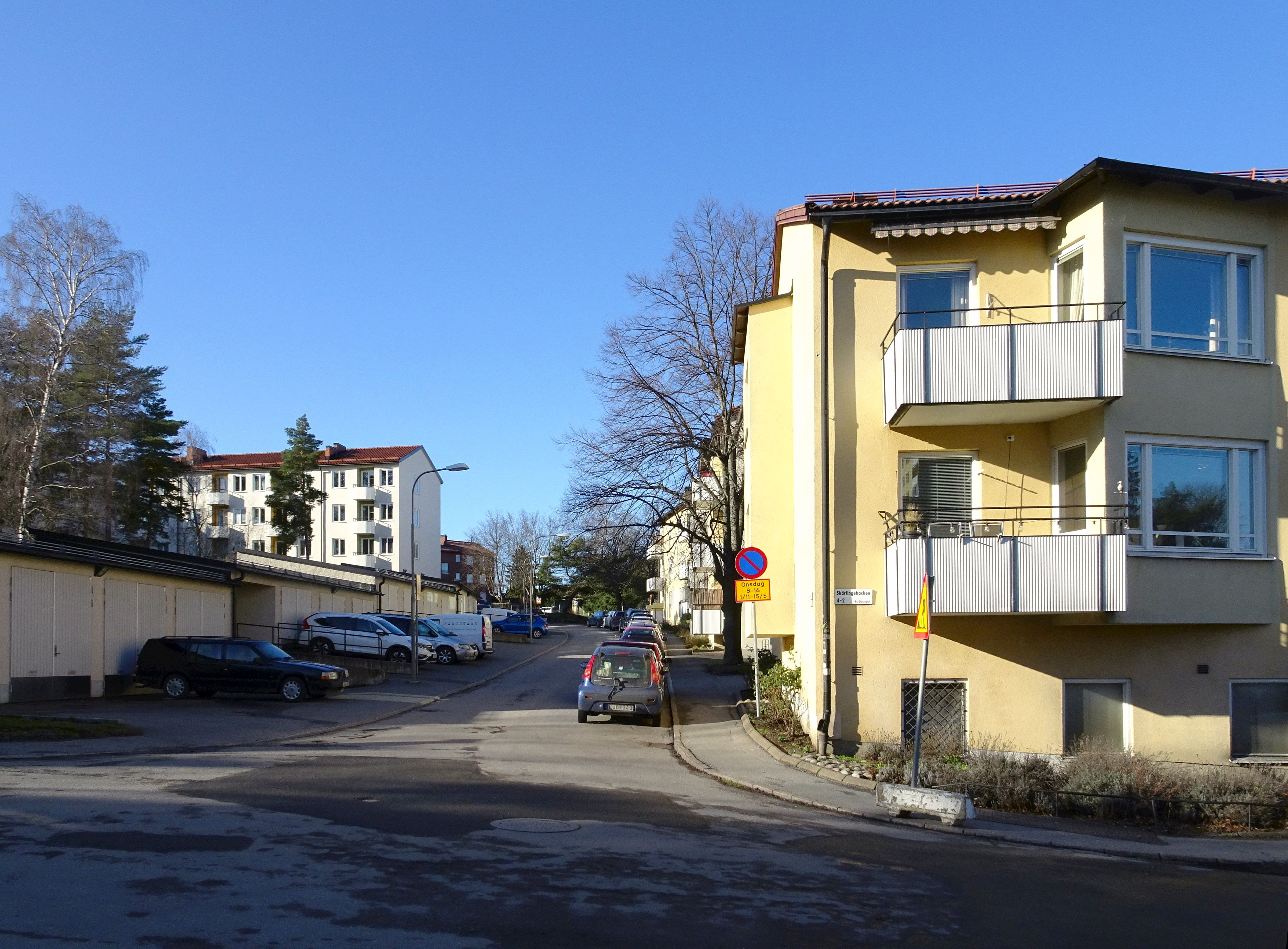
Bebyggelsen vid Skärlingebacken arkitekt Nils Hjelm.
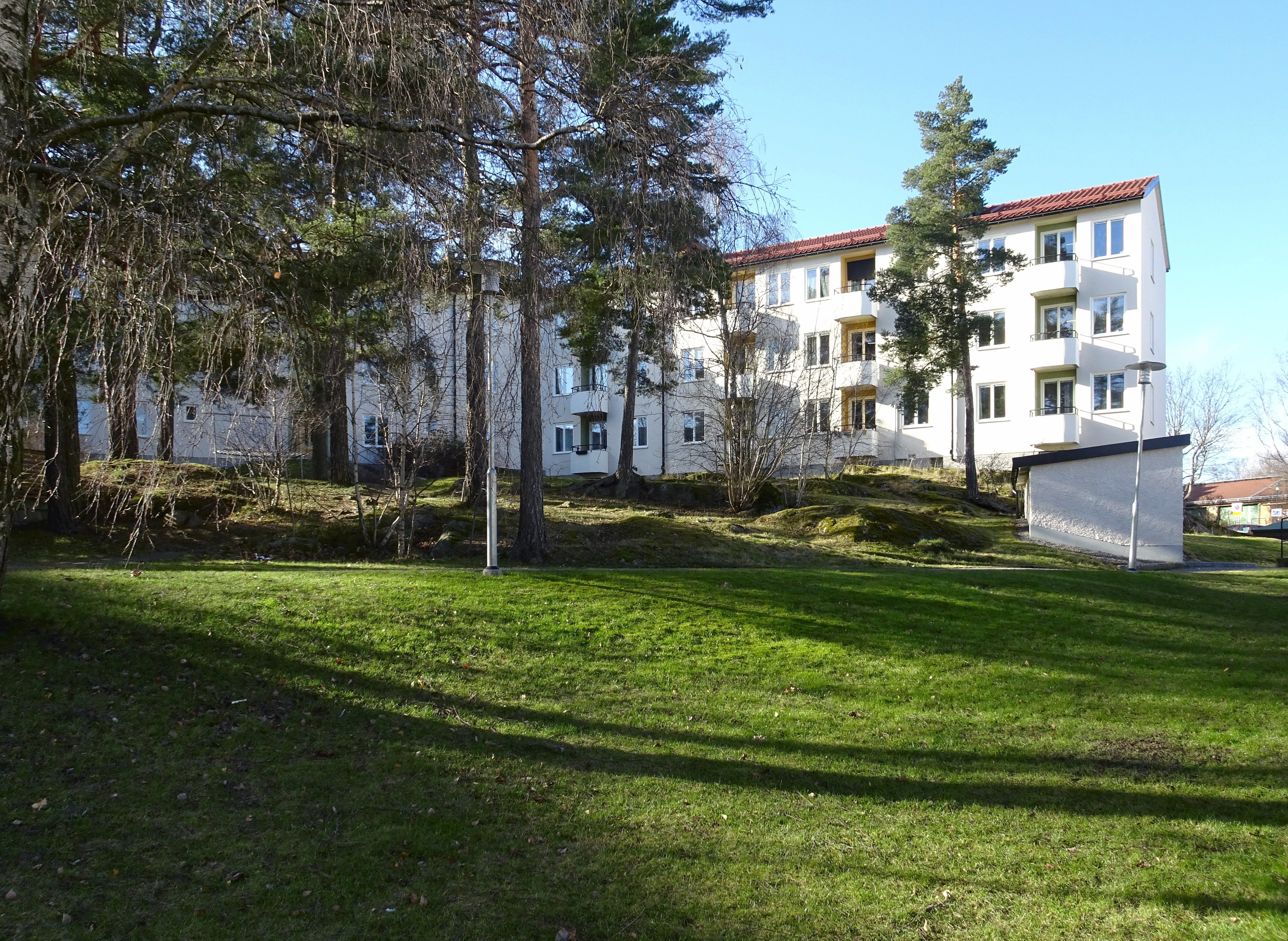
Bebyggelsen vid Skärlingebacken, gårdssidan arkitekt Nils Hjelm.
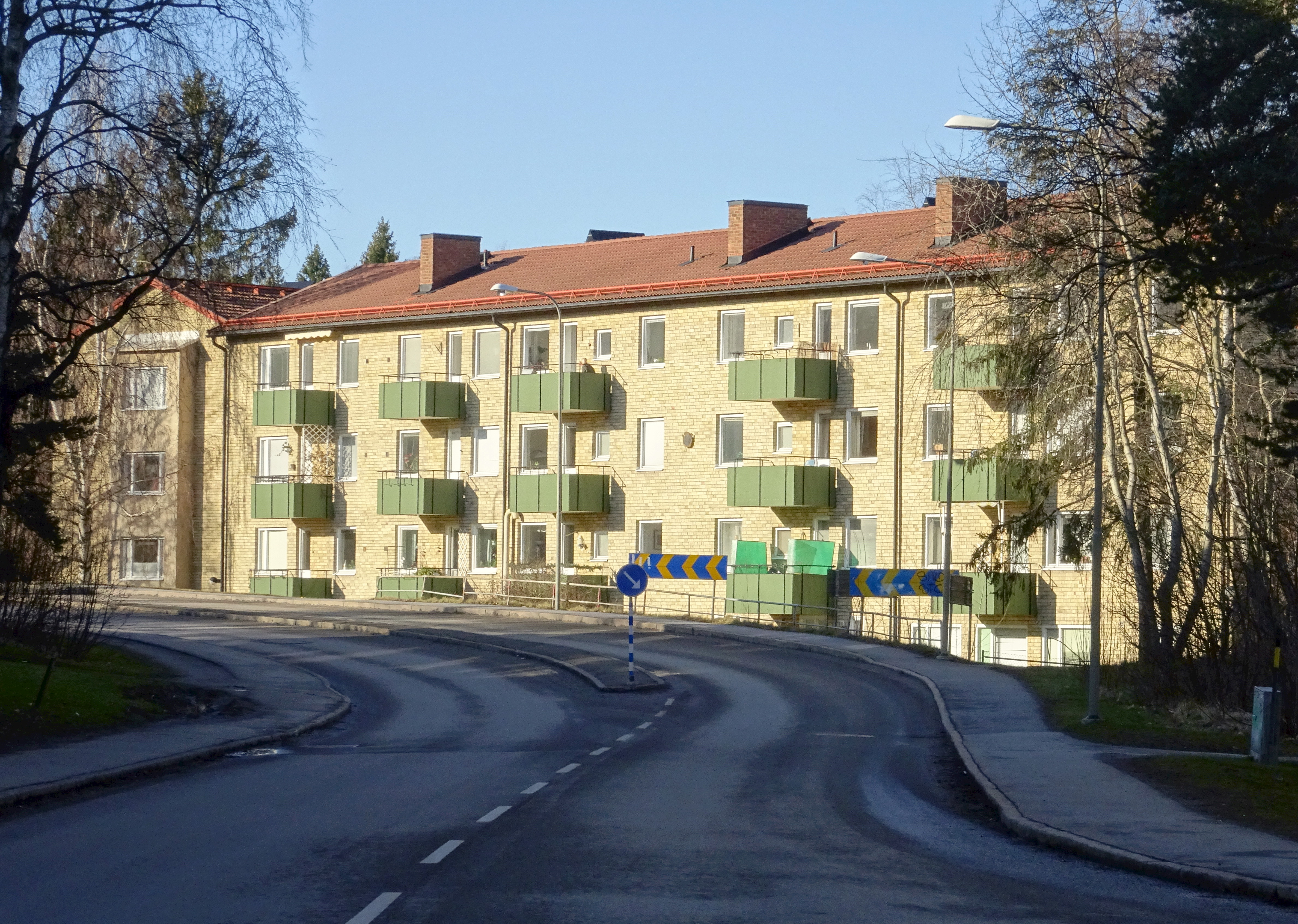
Smalhus från 1950-talet vid Trollesundsvägen arkitekt Curt Strehlenert.

Bostadshus
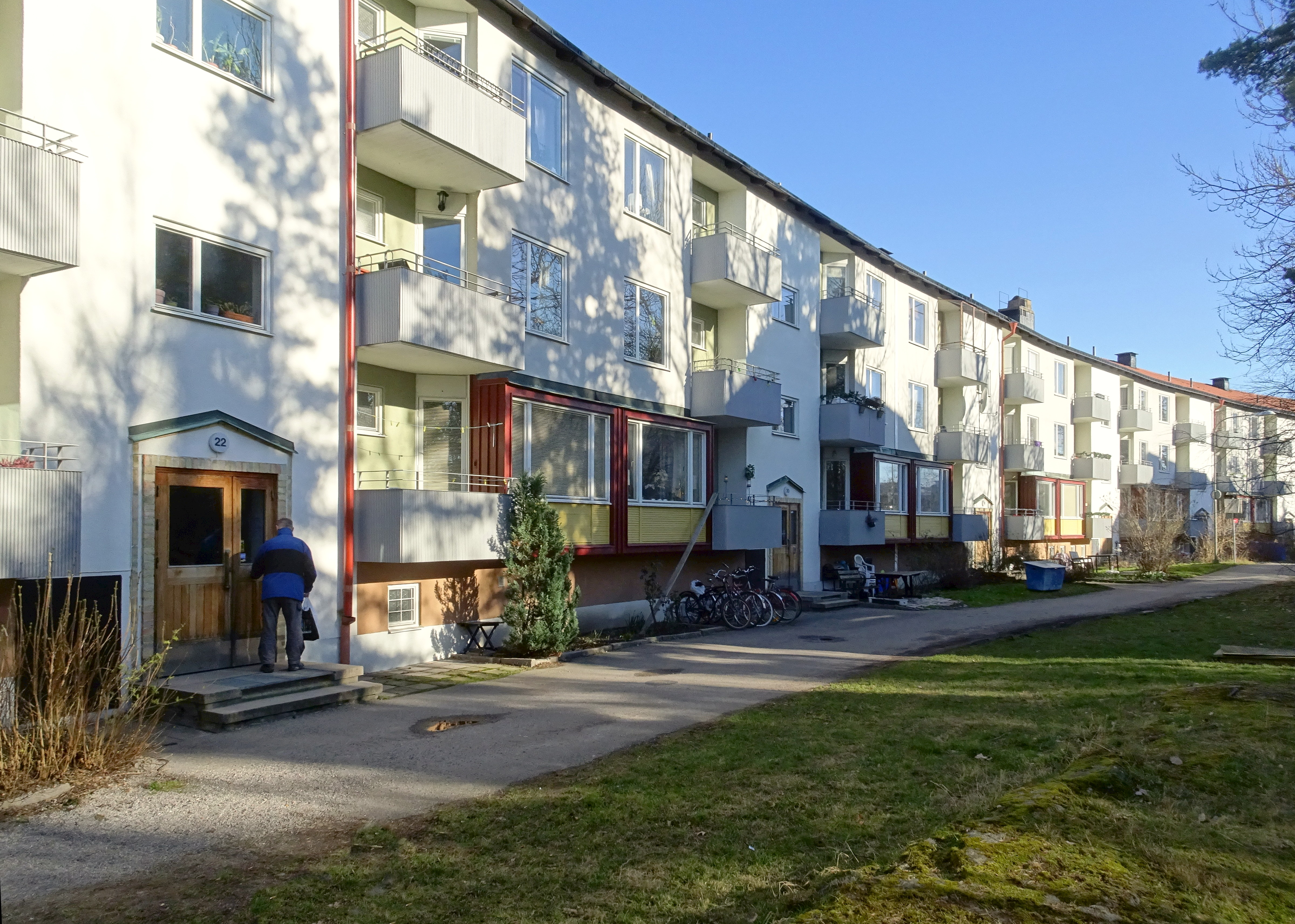
Smalhus vid Mosstenabacken arkitekt Carl Grandinson.
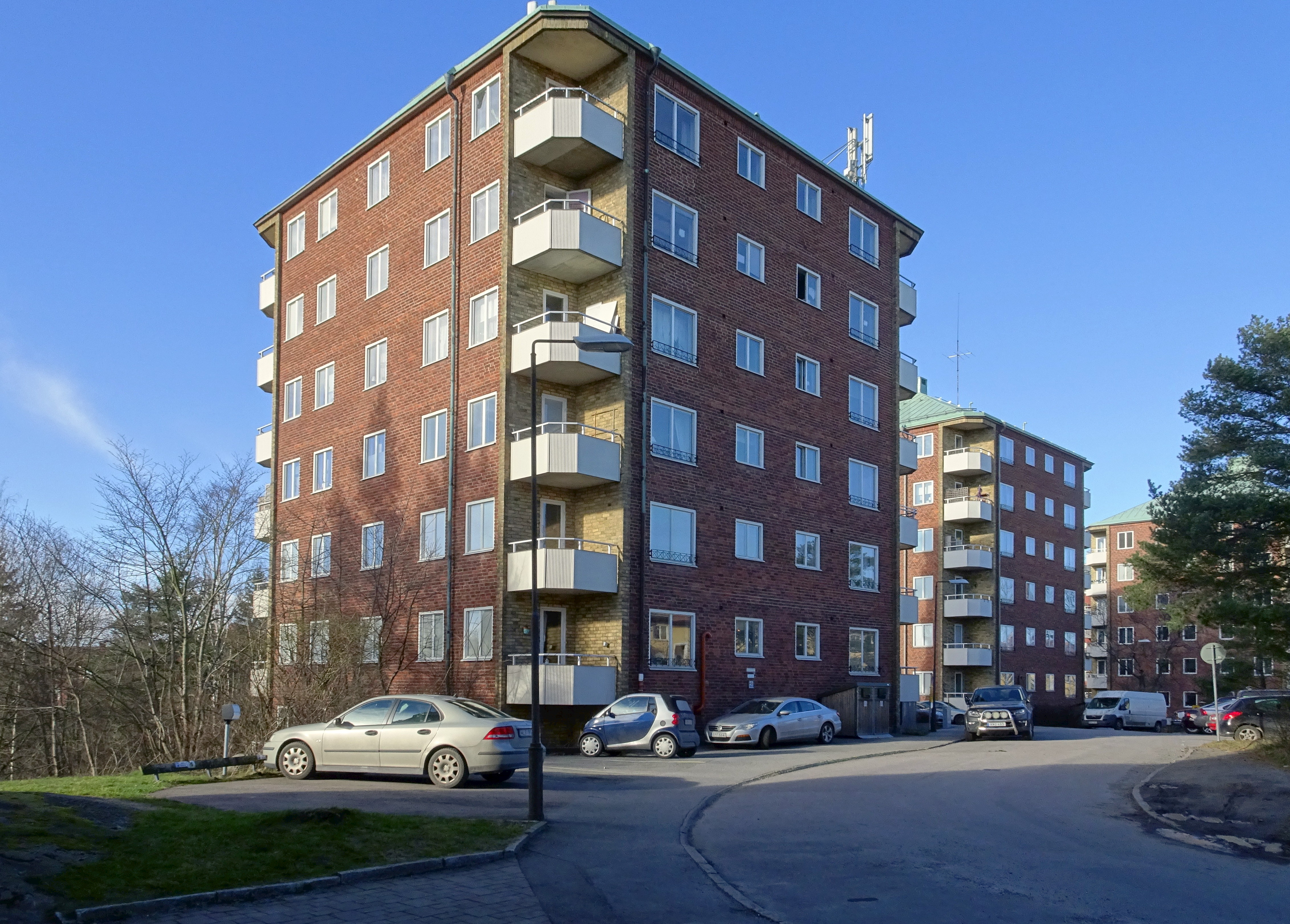
Punkthus vid Fågelstavägen arkitekt Sture Frölén.
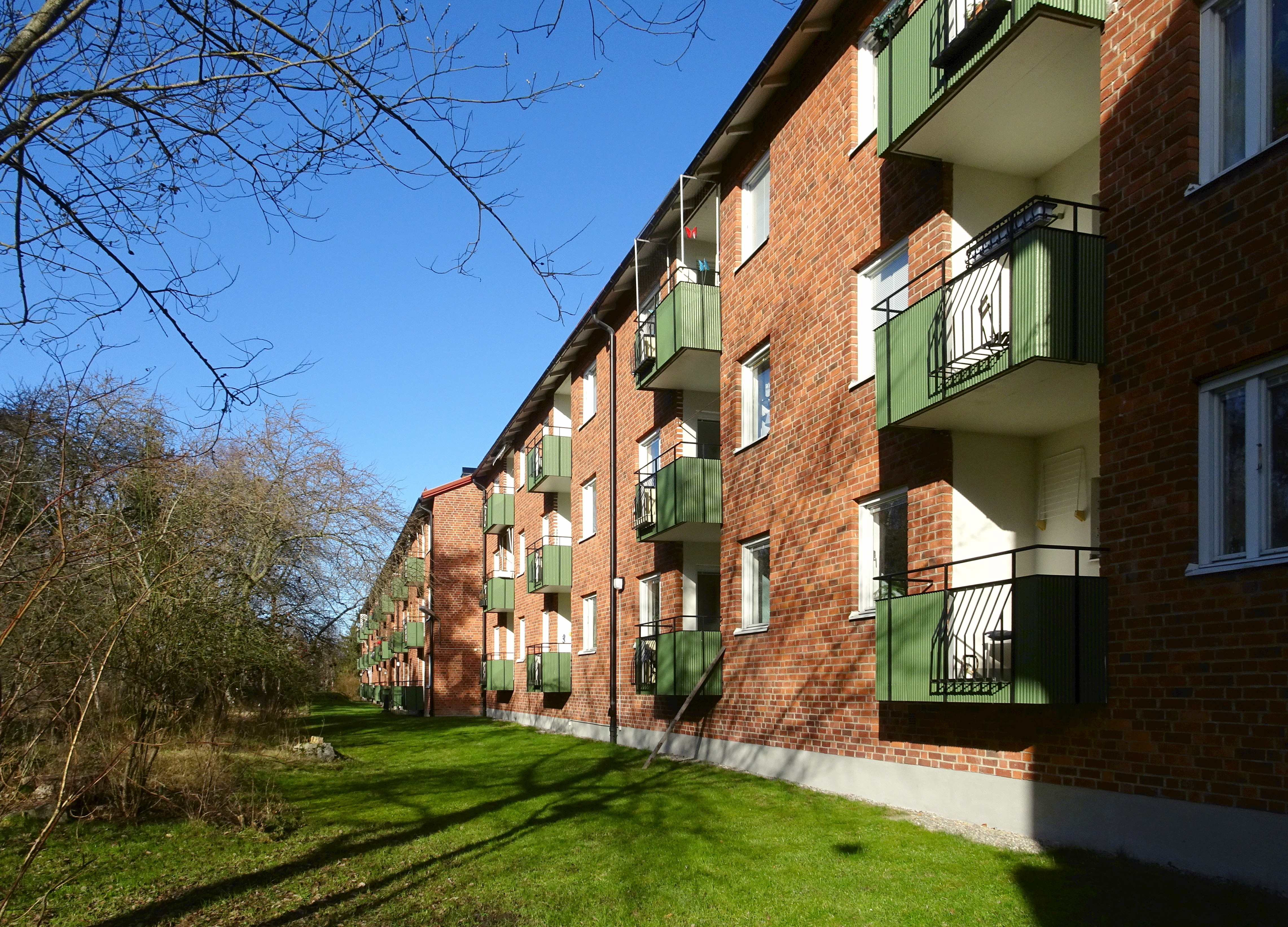
Smalhus vid Fågelstavägen, gårdssidan arkitekter Curt Strehlenert och Bengt Karlsson.
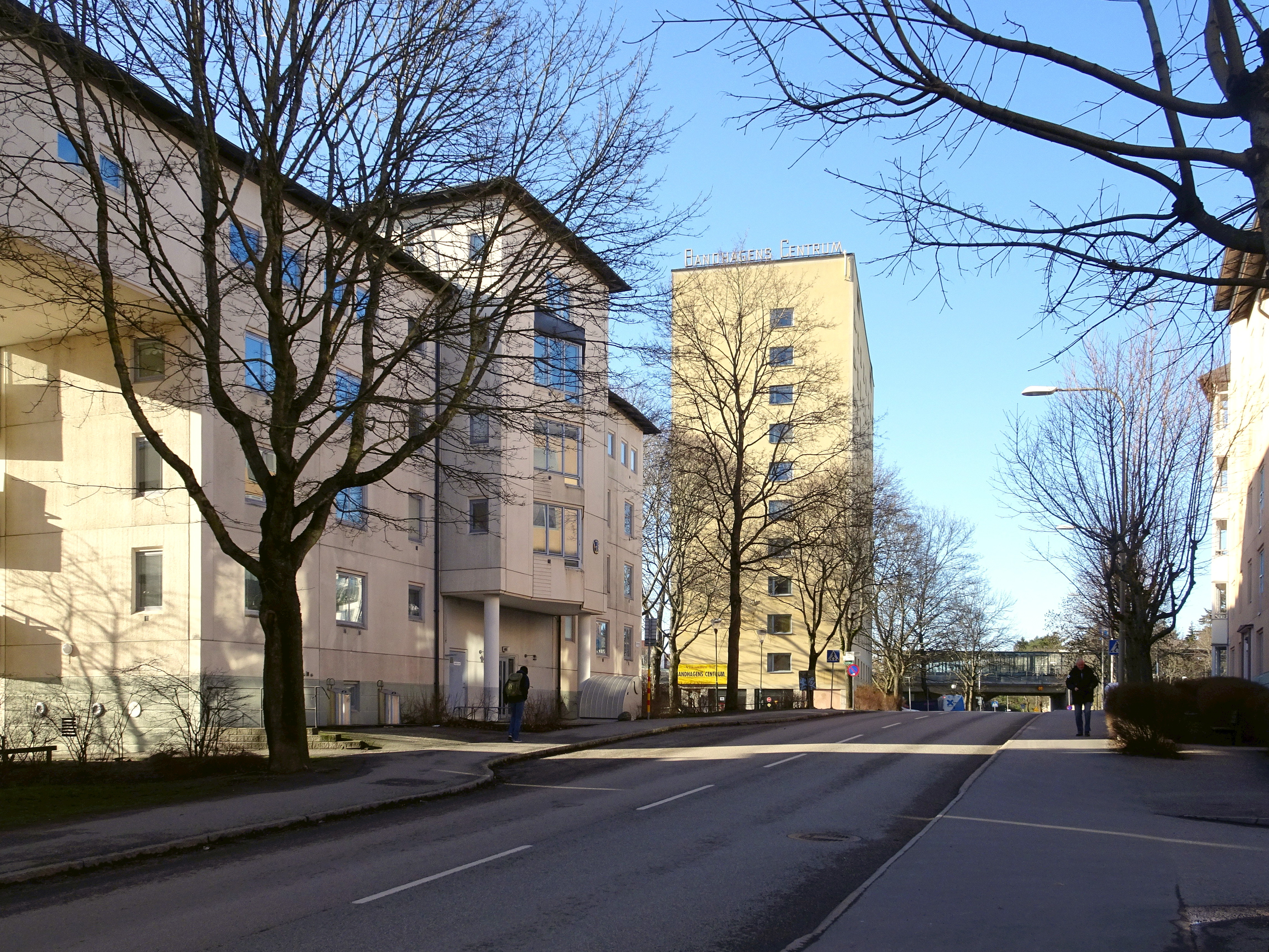
Ny bebyggelse från 1990 vid Trollesundsvägen arkitekt Brunnberg & Forshed.